# Aloysius Schmitt
Pour les articles homonymes, voir Schmitt.
Aloysius Schmitt, né le 4 décembre 1909 à St. Lucas (Iowa, États-Unis) et mort le 7 décembre 1941 à Pearl Harbor (Hawaï, États-Unis), est un prêtre catholique américain attaché à l'archidiocèse de Dubuque. Il est principalement connu pour avoir été chapelain dans la United States Navy durant la Seconde Guerre mondiale. Tué dans l'attaque de Pearl Harbor alors qu'il servait au sein de l'USS Oklahoma, il est le premier prêtre ayant trouvé la mort en service dans les forces militaires américaines.

## Biographie
Il étudie tout d'abord au Collège Loras, alors dénommé Columbia College à Dubuque, d'où il sort diplômé en 1932. Il étudie ensuite à Rome en vue de la prêtrise. Ordonné le 8 décembre 1935, il est d'abord affecté à l'église Sainte-Marie de Dubuque. Il est ensuite envoyé à Cheyenne, dans le Wyoming, puis, après quatre ans, il reçoit la permission de devenir aumônier et rejoint ainsi la United States Navy. Il est nommé aumônier avec grade de lieutenant (LTJG) le 28 juin 1939.
Nommé chapelain au sein de l'USS Oklahoma qui transporte un équipage de 1 355 marins, il vient de célébrer la messe lorsque le cuirassé est touché par l'attaque de Pearl Harbor le 7 décembre 1941.
Il reste pour aider d'autres marins à s'échapper par un hublot. Membre des 499 hommes qui meurent au sein du bateau, il est le premier prêtre catholique tué en service dans les forces militaires américaines.
Son corps n'a jamais été retrouvé mais il est très probablement enterré au National Memorial Cemetery of the Pacific à Hawaï, dans une tombe avec 400 autres personnes non identifiées retrouvées dans l'épave de l'Oklahoma.

## Postérité
Honoré à titre posthume de la Navy and Marine Corps Medal par le gouvernement américain, un destroyer d’escorte de la classe Buckley, l'USS Schmitt (DE-676) (en), est également commandé en son honneur en 1943.
La City Island, sur le fleuve Mississippi, est rebaptisée Schmitt Memorial Island.